# Alamada
Alamada è una municipalità di seconda classe delle Filippine, situata nella Provincia di Cotabato, nella Regione del Soccsksargen.
Alamada è formata da 17 baranggay:
- Bao
- Barangiran
- Camansi
- Dado
- Guiling
- Kitacubong (Pob.)
- Lower Dado
- Macabasa
- Malitubog
- Mapurok
- Mirasol
- Pacao
- Paruayan
- Pigcawaran
- Polayagan
- Rangayen
- Raradangan